# Tonquin Valley
Tonquin Valley är en dal i Kanada.   Den ligger i provinsen Alberta, i den centrala delen av landet, 3 200 km väster om huvudstaden Ottawa. 
Trakten runt Tonquin Valley består i huvudsak av gräsmarker. Trakten runt Tonquin Valley är nära nog obefolkad, med mindre än två invånare per kvadratkilometer.